# Larochemillay
Larochemillay és un municipi francès, situat al departament del Nièvre i a la regió de Borgonya - Franc Comtat. L'any 2007 tenia 293 habitants.

## Demografia

### Població
El 2007 la població de fet de Larochemillay era de 293 persones. Hi havia 134 famílies, de les quals 53 eren unipersonals (37 homes vivint sols i 16 dones vivint soles), 49 parelles sense fills, 16 parelles amb fills i 16 famílies monoparentals amb fills.
La població ha evolucionat segons el següent gràfic:
Habitants censats

### Habitatges
El 2007 hi havia 299 habitatges, 145 eren l'habitatge principal de la família, 139 eren segones residències i 15 estaven desocupats. 287 eren cases i 8 eren apartaments. Dels 145 habitatges principals, 119 estaven ocupats pels seus propietaris, 16 estaven llogats i ocupats pels llogaters i 9 estaven cedits a títol gratuït; 2 tenien una cambra, 11 en tenien dues, 33 en tenien tres, 49 en tenien quatre i 49 en tenien cinc o més. 90 habitatges disposaven pel capbaix d'una plaça de pàrquing. A 70 habitatges hi havia un automòbil i a 51 n'hi havia dos o més.

### Piràmide de població
La piràmide de població per edats i sexe el 2009 era:
| Homes | Edats   | Dones |
| ----- | ------- | ----- |
| 0     | 95 o +  | 0     |
| 0     | 90 a 94 | 0     |
| 8     | 85 a 89 | 12    |
| 0     | 80 a 84 | 4     |
| 12    | 75 a 79 | 16    |
| 12    | 70 a 74 | 4     |
| 12    | 65 a 69 | 12    |
| 4     | 60 a 64 | 20    |
| 12    | 55 a 59 | 16    |
| 16    | 50 a 54 | 4     |
| 12    | 45 a 49 | 8     |
| 4     | 40 a 44 | 16    |
| 8     | 35 a 39 | 4     |
| 0     | 30 a 34 | 4     |
| 12    | 25 a 29 | 0     |
| 0     | 20 a 24 | 4     |
| 0     | 15 a 19 | 12    |
| 8     | 10 a 14 | 12    |
| 0     | 5 a 9   | 4     |
| 4     | 0 a 4   | 0     |

## Economia
El 2007 la població en edat de treballar era de 166 persones, 90 eren actives i 76 eren inactives. De les 90 persones actives 85 estaven ocupades (58 homes i 27 dones) i 5 estaven aturades (1 home i 4 dones). De les 76 persones inactives 31 estaven jubilades, 16 estaven estudiant i 29 estaven classificades com a «altres inactius».

### Ingressos
El 2009 a Larochemillay hi havia 134 unitats fiscals que integraven 254 persones, la mediana anual d'ingressos fiscals per persona era de 12.457 €.

### Activitats econòmiques
Dels 13 establiments que hi havia el 2007, 1 era d'una empresa alimentària, 2 d'empreses de construcció, 1 d'una empresa de transport, 5 d'empreses d'hostatgeria i restauració, 1 d'una empresa financera, 2 d'empreses de serveis i 1 d'una entitat de l'administració pública.
Dels 4 establiments de servei als particulars que hi havia el 2009, 2 eren guixaires pintors i 2 restaurants.
Dels 2 establiments comercials que hi havia el 2009, 1 era una botiga de menys de 120 m² i 1 una joieria.
L'any 2000 a Larochemillay hi havia 26 explotacions agrícoles que ocupaven un total de 1.512 hectàrees.

## Poblacions més properes
El següent diagrama mostra les poblacions més properes.